# يريم أيمن
يريم أيمن بن أوسلة رفشان بن أعين الحاشدي الهمداني (نحو 100 - 170م): أحد ملوك سبأ، وهو في الأصل أمير لقبيلة حاشد، من نسب همدان. وقد ظهر اسم يريم لأول مرة مع والده أوسلة في عهد الملك إليشرح يحضب الأول حوالي العام 125 ميلادي. كما ترك لنا والده "أوسلة رفشان" نقشًا في معبد أوام من عهد وتار يهأمن بن إليشرح يحضب بمناسبة تقديمه قرباناً إلى المقه لسلامة ابنه يريم أيمن.
ورث يريم أيمن الإمارة من والده "أوسلة رفشان بن أعين" أمير حاشد وأحد زعماء المرتفعات السبئية في الفترة فيما بين (100م - 135)م، وقد برز اسم أوسلة بن أعين كأحد قادة ناصر يهأمن أمير قبائل همدان. لاحقاُ نجد أوسلة رفشان بن أعين أميراً لحاشد مع أبنه نشأكرب في عهد الملك إليشرح يحضب الأول، وآخر النصوص التي تذكر أوسلة رفشان كانت في عهد وتار يهأمن حوالي العام 135 ميلادي.
خلال الأربعينات من القرن الثاني الميلادي، يبرز اسم يريم أيمن أميراً لقبيلة همدان، حين دعم الملك سعد شمس أسرع في حربه ضد حضرموت وقتبان وإمارات مضحا وردمان وزعمائها "يدع إيل" ملك حضرموت و"نبط يهنعم" ملك قتبان ووهب إل يحز أمير ردمان وخولان. كما نجد "حيو عثتر يضع الأول" ابن يريم أيمن يقدم الولاء لسعد شمس أسرع ملك سبأ وذي ريدان (Gr 189).
فيما بين العام (150م - و155م)، كانت أراضي سبأ تحت سيطرة الملك ذمار علي يهبر ملك سبأ وذي ريدان، والذي انضم إليه سعد شمس أسرع. في فترة ما، فيما بين سنة (156م و159م)، انتهت تلك الحرب الشاملة بين القوى المتحاربة ملوك سبأ وذو ريدان وقتبان وحضرموت بتحكيم زعيم همدان يريم أيمن. وكان نتيجة التحكيم اختفاء مملكتي أوسان وقتبان، وبروز وهب إل يحز وقبيلته ردمان، وانقلاب أمراء قبائل المرتفعات الغربية السبئية على الملك ذمار علي يهبر وحليفه سعد شمس أسرع.
قدمت قبيلة حملان من إتحاد سمعي وأميرها رب شمس نمران من بني بتع الولاء والطاعة إلى ذمار علي يهبر ملك سبأ وذي ريدان، ولا يستبعد أن يريم أيمن أيضا قدم الولاء، ولكن لم تلبث قبائل سمعي أن انقلبت على ذمار علي يهبر، وتنضم إلى أمير ردمان وهب إل يحز الذي أعلن نفسه ملكاً على سبأ، بمساندة يريم أيمن وقبيلته همدان، كما انضمت حملان وأمراؤها بني بتع وقبائل أخرى في المرتفعات إلى جانب وهب إل يحز. يظهر من النص (Gl 1228) أن وهب إل يحز بمساندة قبائل المرتفعات حارب الإتحاد الريداني -السبئي بزعامة ذمار علي يهبر وسعد شمس أسرع. انتهت الحرب بانتصار وهب إل يحز وحلفائه، ليدخل مأرب ويعلن نفسه رسمياً ملكاً لسبأ، وذلك حوالي سنة 159م أو160م. ولدينا نص من معبد أوام يشير فيه الزعيم الهمداني يريم أيمن وابنه علهان إلى أن حرباً قد وقعت بين وهب إل يحز وبني ذي ريدان، أوصلت وهب إل يحز إلى عرش سبأ بعد انتصارات على بني ذي ريدان.
بعد وفاة وهب إل يحز، تولى يريم أيمن وكرب إيل وتر بن وهب إل يحز حكم سبأ (165م -170م)، بلقب (يريم أيمن وكرب إيل وتر ملكي سبأ)، ومن الواضح أن فترة حكم الملك يريم أيمن لم تكن طويلة، فالنقوش التي تعود إلى عهده ثلاثة نقوش فقط. وقد قدرت فترة حكمهما معاً نحو خمسة أعوام تقريباً. ثم انفرد كرب إيل وتر بعد يريم أيمن في الفترة ما بين (170م -175م)، وحمل اللقب المميز "يهنعم"، وانتسب إلى والده وهب إل يحز. ثم خلفه أنمار يهأمن (175 - 180). ثم تلاه رب شمس نمران والذي حكم ما بين العام (180م - 190م). ومن ثم ورث عرش سبأ علهان نهفان وهو ابن يريم أيمن (190م - 200م) والذي بدوره أورثه لأبنه شاعر أوتر.
يظهر من سيرة يريم أيمن أنه ذكيا فطنا، ويتبين من تقلباته أنه كان قلقا في سلوكه السياسي، وليس له اتجاهات سياسية ثابته، واستطاع بدهائه الوصول إلى مكانه مرموقة وسط التقلبات السياسية، واحتفظ بمكانته بين جميع الأطراف في جنوب الجزيرة العربية، وبفضل مساندته للملك وهب إل يحز، أستطاع الوصول إلى عرش سبأ، وأن يجعل لأسرته من بعده مكاناً بين المنتخبين لعرش سبأ بين أمراء قبائل المرتفعات الغربية.

## أسرته
يريم أيمن هو ابن "أوسلة رفشان بن أعين" أمير حاشد من نسب همدان، وأحد زعماء المرتفعات السبئية في الفترة فيما بين (100م - 135)م، برز اسم أوسلة رفشان بن أعين في نقش يحيي ذكرى تنفيذ عدد من الإنشاءات تحت سلطة مجموعة من الأمراء الهمدانيون منهم أوسلة رفشان بن أعين، وذلك في العقد الثاني من القرن الثاني الميلادي (CIH 287). نجد أوسلة رفشان مرة أخرى بعد بضع سنوات أمير قبيلة حاشد من نسب همدان، في البداية وحده (CIH 647)، ثم بالاشتراك مع ابنه نشأكرب في عهد إليشرح يحضب الأول ملك سبأ وذو ريدان وابنه وتار (Gr 184). وأخيراً مع أبنه يريم أيمن وحفيده حيو عثتر يضع الأول في عهد وتار يهأمن ملك سبأ وذو ريدان.
في عهد الملك سعد شمس أسرع يختفي أوسلة رفشان، ويظهر مكانه أبنه يريم أيمن وحفيده "حيو عثتر يضع الأول" أمراء لقبيلة حاشد من نسب همدان (Ja 629 وGr 189). ومن المعلوم لدينا من نصوص أخرى أن لدى يريم أيمن شقيق آخر يدعى برج يهرحب، برز اسم برج يهرحب كأميراً لقبيلة حاشد إلى جانب يريم أيمن في عهد الملك وهب إل يحز ( Gr 183).
وفق النقوش المكتشفه حتى الآن، لدينا ابنين ليريم أيمن، هما: حيو عثتر يضع الأول، وعلهان نهفان. إلا أن حيو عثتر يضع الأول يختفي في حياة والده، مما يرجح وفاته مبكراً. وبالفعل نرى علهان نهفان إلى جانب أبيه وعمه برج يهرحب ضمن أمراء قبيلة حاشد في عهد وهب إل يحز ملك سبأ (Ja 561bis).
أولد علهان نهفان أيضاً اثنين من الذكور، هما: شاعر أوتر، وحيو عثتر يضع. وفي عهد رب شمس نمران ملك سبأ وذي ريدان، انتسب علهان نهفان إلى الأسرة الأميرية بتع من حملان - أمراء إتحاد سمعي، ومن المرجح أن اندماجه ضمن سلالة بني بتع كان مكافأة لمشاركته إلى جانب رب شمس نمران البتعي، خاصة في ساحة المعركة، وتمهيداً لنقل العرش إليه عن طريق الميراث بعد الملك رب شمس نمران. ومنذ هذا العهد نجد علهان نهفان وأسرته تنتسب إلى بني بتع وهمدان معاً.
استطاع علهان نهفان الوصول إلى عرش سبأ بعد الملك رب شمس نمران. والذي بدوره أورث العرش لأبنه الأكبر شاعر أوتر، والذي بدوره أشرك شقيقه الأصغر "حيو عثتر يضع الثاني" في الحكم على أمل أن ينقل العرش إليه عن طريق الميراث، لكن (حيو عثتر) لم يستطع أن يثبت نفسه كملك سبأ القادم، وحل مكانه الملك لحي عثت يرخم، وبذلك انتهى حكم هذه الأسرة والتي استطاع ثلاث أفراد منها الوصول إلى العرش، وهم: يريم أيمن، وعلهان نهفان، وشاعر أوتر.
حتى بعد وفاة شاعر أوتر حوالي 217م، بقت أسرة أوسلة رفشان ذات تأثير في المشهد السياسي خلال القرن الثالث الميلادي، وبرز منها عدة شخصيات، منها: يريم يهرحب، وأوسلة أرسل، وبرج أيمن الذين كانوا أمراء لبني بتع وهمدان (CIH 352). ويبدوا أن هؤلاء الأقيال الثلاثة قد أرسلهم الملك إل شرح يحضب الثاني إلى الشمال في مهمات دبلوماسية وتجارية، وذلك حوالي العام 265م (Jabal Riyām 2006-17).
وفي الفترة فيما بين (275م و280)، قام يريم يهرحب برج أيمن بحرب أو تمرد ضد ياسر يهنعم وشمر يهرعش (CIH 353). ولا يعلم حقيقة هذا النقش فقد أصاب بتلف وكسر أفقد معناه، ولكن على ما يبدوا أن "يريم يهرحب" و"برج أيمن" أمراء بني بتع وهمدان، قد حاربوا ياسر يهنعم للحد من توسعه في أراضيهم وأراضي ملكهم نشأ كرب يأمن يهرحب ملك سبأ وذي ريدان، ومن المعلوم أن ياسر يهنعم استطاع توحيد مملكة سبأ والإطاحة بالملك نشأ كرب يأمن يهرحب وأتباعه من أمراء المرتفعات، ولكن ما زالت التفاصيل غير معلومة. وهذه آخر الآثار الأركيولوجية لتلك الأسرة التي لعبت أدوار رئيسية في القرن الثاني والثالث الميلادي.

## نقش صلح سبأ
تدخل القيل يريم أيمن الهمداني عبر وساطـة بين الأطراف المتحاربة سعياً لإيقاف الحرب الشاملة بين سبأ وذي ريدان وحضرموت، ونجح يريم بالتوسط وتم توقيع صلح - معاهدة سـلام وثقها النقش CIH 315 الذي يمكن وصفه بأقدم وثيقة تاريخية تحدثت عن الحرب والسلام في اليمن، والذي جاء فيه:
.

### هوامش
1. ↑  لدى أوسلة رفشان ثلاثة من الأبناء (نشأكرب، يريم أيمن، وبرج يهرحب). على ما يبدوا من النصوص أن أكبر أبناؤه كان نشأ كرب، ولكنه يختفي في زمن أبيه، ويبدوا توفى مبكراً.